# Lesothischer Loti

Zwei-Maloti-Münze

Der Loti, Mehrzahl: Maloti, ist die Währung von Lesotho. 1 Loti unterteilt sich in 100 Lisente, Einzahl: Sente (Abkürzung: s). Der ISO-Code ist LSL. Der Name Loti entstammt dem Wort leloti für „Berg“ in der Sprache Sesotho. Er wird von der Central Bank of Lesotho ausgegeben.
Der Loti wurde im Januar 1980, 14 Jahre nach Lesothos Unabhängigkeit vom Vereinigten Königreich, eingeführt.
Bis zu seinem Tod im Jahr 1996 wurde König Moshoeshoe II. auf den Banknoten porträtiert, seither der „Gründervater“ der Basotho, Moshoeshoe I.

## Stückelung
Es gibt Banknoten im Wert von 200, 100, 50, 20 und 10 (früher auch 5 und 2) Maloti. Münzen existieren im Wert von 5 und 2 Maloti, 1 Loti, 50, 20, 10 und 5 Lisente.
Die älteren 1-Sente und 2-Lisente-Münzen sowie die 25-Lisente-Münzen kommen im Umlauf nicht mehr vor.
Zur Bildung der Mehrzahl bei der Bezeichnung der Währungseinheiten siehe Nominalklasse.

## Währungsunion im südlichen Afrika
Lesotho bildet mit der Republik Südafrika, Namibia und Eswatini die Common Monetary Area. Zwischen allen Währungen dieser Länder (Südafrikanischer Rand, Namibia-Dollar, Lilangeni und Loti) herrscht eine 1:1-Wechselkursparität. Zusätzlich ist der Rand anerkanntes Zahlungsmittel in allen vier Ländern.

## Gestaltung der Banknoten (ab 1996)
| Betrag     | Vorderseite   | Rückseite                                                   |
| ---------- | ------------- | ----------------------------------------------------------- |
| 10 Maloti  | Moshoeshoe I. | Mosotho-Reiter mit traditioneller Kleidung                  |
| 20 Maloti  | Moshoeshoe I. | Dorfszene mit Frau in traditioneller Kleidung               |
| 50 Maloti  | Moshoeshoe I. | Reiter mit traditioneller Kleidung, Esel und Felsen Qiloane |
| 100 Maloti | Moshoeshoe I. | Schafherde vor traditionellem Haus                          |
| 200 Maloti | Moshoeshoe I. | Schafherde mit Hirtenjungen                                 |

Ab 2010 wurden neue Banknoten mit erweiterten Sicherheitsmerkmalen ausgegeben. Die 200-Maloti-Note zeigt auf der Vorderseite wie bisher Moshoeshoe I., auf der Rückseite jedoch einen Reiter.